# Корпорация оборонной промышленности Эмиратов
Корпорация оборонной промышленности Эмиратов (EDGE) известная как (араб. شركة الإمارات للصناعات الدفاعية Emirates Defence Industries Company (EDIC)‎) — производитель оборонной продукции и оружия в Объединенных Арабских Эмиратах . Компания производит бронетехнику, ракеты, беспилотные летательные аппараты. Генеральный директор Фейсал Аль Баннаи.

## История
В 2014 году слияние государственных инвестиционных компаний: Mubadala Development, Tawazun Holding и Emirates Advanced Invest Group.
Компания является совместной собственностью инвестиционной компании Мубадала, инвестиционного фонда эмирата Абу-Даби (60%) и Tawazun Holding.
В 2019 году компания вошла во вновь созданный холдинг военной промышленности EDGE, в который входят 25 компаний. В феврале 2019 года компания подписала соглашение о стратегическом сотрудничестве с крупнейшим металлургическим заводом «Emirates Iron Company». В этом же году EDGE заработал 5 миллиардов долларов от продаж.